# Đồ họa máy tính 3D

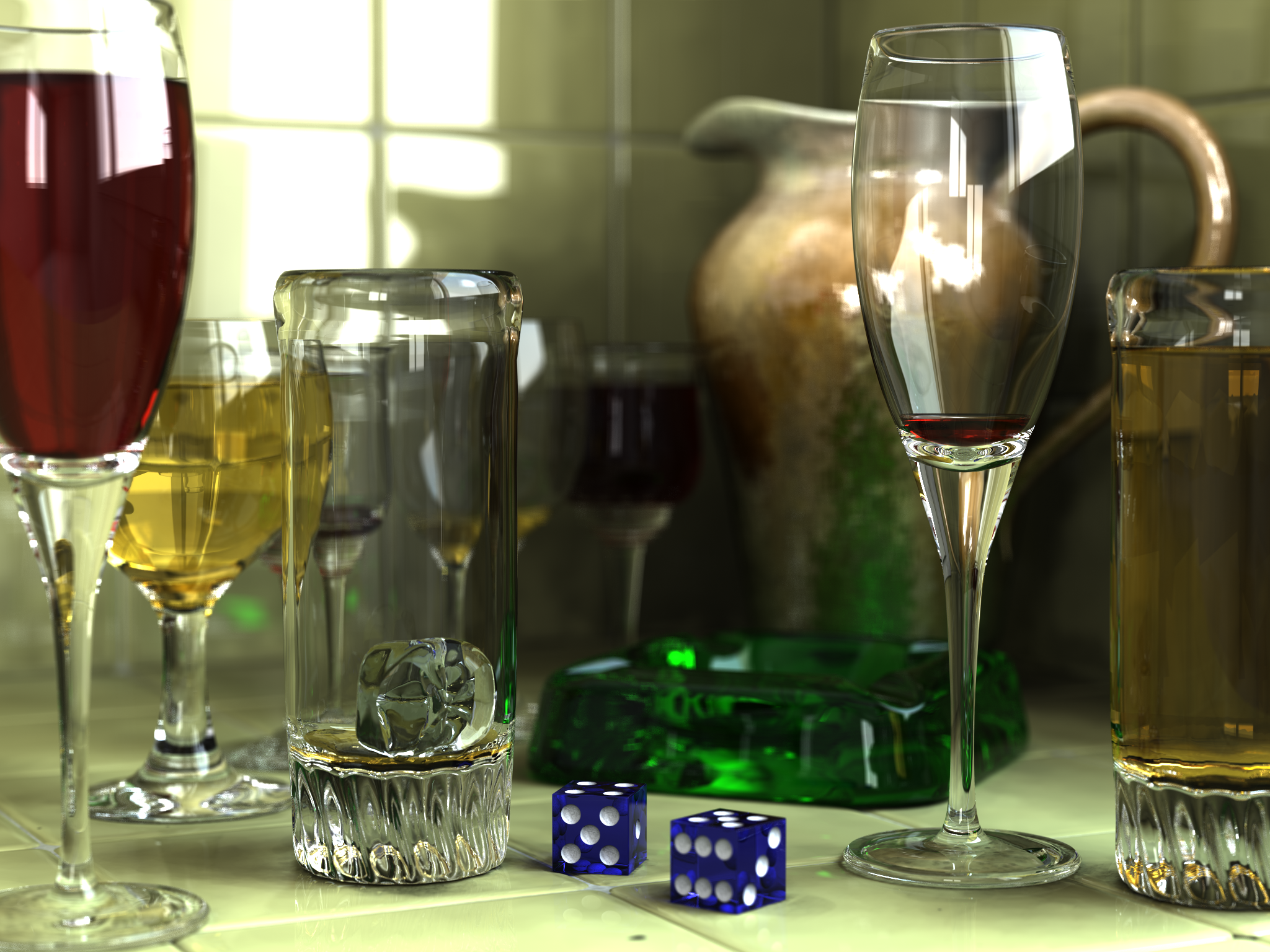
Đồ họa 3D

Đồ họa máy tính 3D hay đồ họa máy tính ba chiều (khác với đồ họa máy tính 2D), là đồ họa sử dụng không gian ba chiều của dữ liệu hình học (thường trong hệ tọa độ Descartes) để lưu trữ trong máy tính cho các mục đích thực hiện tính toán và vẽ hình ảnh số, thường là hình ảnh 2D và thỉnh thoảng là hình ảnh 3D. Hình ảnh như vậy có thể được lưu trữ để xem sau hoặc hiển thị trong thời gian thực.
Đồ họa máy tính 3D dựa trên thuật toán đồ họa vector trên máy tính trong mô hình khung lưới, đồ họa raster trong việc hiển thị. Trong các phần mềm đồ họa trên máy tính, sự khác biệt giữa 2D và 3D đôi khi không rõ ràng; ứng dụng 2D có thể sử dụng kỹ thuật 3D để đạt được các hiệu ứng như ánh sáng và tương tự, ứng dụng 3D có thể sử dụng một số kỹ thuật kết xuất 2D.
Đồ họa máy tính 3D này thường được gọi là mô hình 3D. Ngoài việc trả lại đồ họa, những hình mẫu được chứa trong những dữ liệu, tập tin. Tuy nhiên, có sự khác biệt: một mô hình 3D là phương trình toán học đại diện của bất kỳ ba chiều đối tượng. Một mô hình không phải là đồ họa cho đến khi nó được hiển thị. Một mô hình có thể được hiển thị giác như một hình ảnh hai chiều qua một quá trình được gọi là 3D hoặc sử dụng tại phi đồ họa mô phỏng máy tính và tính toán. Với công nghệ in 3D, các mô hình được kết xuấtbằng một bản sao vật lý 3D trong thực tế, tuy nhiên vẫn tồn tại một số giới hạn về mức độ chính xác mà mô hình vật lý có thể giống với mô hình ảo.

## Lịch sử
William Fetter được ghi nhận là người đã đặt ra thuật ngữ "đồ họa máy tính"  vào năm 1961 để mô tả công việc của mình tại Boeing. Một ví dụ trong quá khứ về đồ họa máy tính 3D có thể tương tác đã được nghiên cứu vào năm 1963 thông qua chương trình Sketchpad tại Phòng Thí nghiệm Lincoln của Viện Công nghệ Massachusetts (MIT). Một trong những lần đầu tiên hoạt hình máy tính được sử dụng là ở phim Futureworld (năm 1976), trong đó có cảnh hoạt hình của khuôn mặt con người và một bàn tay  xuất hiện trong bộ phim ngắn thử nghiệm Hoạt hình Tay làm bằng máy tính năm 1971, được tạo ra bởi Đại học Utah sinh viên Edwin Catmull và Fred Parke.
Phần mềm máy tính đồ họa 3D bắt đầu xuất hiện tại máy tính cá nhân ở cuối những năm 1970. Ví dụ đầu tiên được biết đến là  Nghệ thuật đồ họa 3D, một bộ đồ họa máy tính hiệu ứng 3D, được viết bởi Kazumasa Mitazawa và phát hành vào tháng 6 năm 1978 cho các máy tính Apple II.
Thực tế ảo 3D (Virtual Reality 3D) là một phiên bản của đồ họa máy tính 3D. Với chiếc kính thực tế ảo đầu tiên ra đời vào cuối những năm 1950, nhưng phải đến những năm 2000, VR mới bắt đầu trở nên phổ biến. Năm 2012, kính Oculus được ra mắt và kể từ đó, thế giới kính thực tế ảo 3D đã không ngừng phát triển.

## Tổng quan
Đồ họa máy tính 3D có ba giai đoạn cơ bản:
1. Mô hình hóa 3D – Quá trình tạo ra mô hình máy tính về hình dạng của một vật thể.
2. Dàn cảnh và Hoạt hình máy tính – Sắp đặt vị trí và chuyển động của đối tượng trong vòng một cảnh.
3. Kết xuất hình ảnh 3D – máy tính tính toán, dựa trên vị trí ánh sáng, loại bề mặt, và những tính chất khác, để tạo ra các hình ảnh

### Mô hình hóa
Các hình mẫu mô tả quá trình hình thành hình dạng của một đối tượng. Hai nguồn phổ biến nhất của mô hình 3D là những người mà một nghệ sĩ hay kỹ sư bắt nguồn từ trên máy tính, với một số loại công cụ mô hình 3D, và các mô hình máy quét 3D vào một cái máy tính từ thế giới thực vật. Mô hình cũng có thể sản xuất được, nhưng hoặc qua vật chất mô phỏng. Về cơ bản, một mô hình 3D được hình thành từ điểm gọi là đỉnh (hoặc các đỉnh) xác định hình và mẫu đa giác. Một "giác" là một khu vực được hình thành từ ít nhất ba đỉnh (một tam giác).

### Thiết kế phim hoạt hình 3D
Thiết kế phim hoạt hình 3D là công việc thiết kế nhân vật và môi trường cho phim hoạt hình, cũng tương tự như thiết kế game 3D. Người thiết kế trong lĩnh vực này phải thực hiện quy trình làm việc gồm nhiều giai đoạn: phác thảo ý tưởng – dựng phác thảo câu chuyện – dựng hình ảnh – làm chất liệu – diễn hoạt… cho nhân vật – môi trường trong không gian 3D.

### Thiết kế hiệu ứng hình ảnh 3D (VFX)
Thiết kế hiệu ứng hình ảnh 3D đóng một vai trò vô cùng quan trọng trong sự phát triển mạnh mẽ của ngành công nghiệp điện ảnh. Những cảnh diễn viên bay trong không trung - đánh nhau với quái vật, phép thuật biến hóa,… đều là những sản phẩm của thiết kế hiệu ứng hình ảnh 3D. Với lĩnh vực này, Người thiết kế có nhiệm vụ thiết kế các hiệu ứng hình ảnh, kỹ xảo 3D để thay thế cho những cảnh thực, tạo độ sống động cho những cảnh phim, qua đó, làm giảm tối đa chi phí sản xuất phim.

### Thiết kế game 3D
Với lĩnh vực thiết kế game 3D,Người thiết kế sẽ có nhiệm vụ thiết kế các nhân vật và môi trường xung quanh, tạo chuyển động – diễn hoạt cho phù hợp với ý tưởng của nhân viên lập trình phát triển game. Trong team làm game 3D, các nhân viên thiết kế đồ họa 3D sẽ làm việc dưới sự quản lý của người lập trình – phát triển game hoặc Giám đốc mĩ thuật (Art Dierector).